# Batalla del mont Graupi
La batalla del mont Graupi (Mons Graupius) va tenir lloc el 84, a la zona dels Grampians, a Escòcia, durant la conquesta romana de Britànnia. Un exèrcit de l'Imperi Romà format per uns vint mil homes al comandament de Gneu Juli Agrícola, governador de la província romana de Britànnia, va vèncer uns 30.000 membres pictes de les tribus de Caledònia, al comandament del cap Calgaco. Segons Tàcit, els romans van causar unes deu mil baixes a l'exèrcit enemic. per només 360 baixes pròpies.
Les hipòtesis més habituals sobre el lloc on es va produir l'episodi bèl·lic ho situen en l'erm de Murdoch, als Grampians, per la troballa de restes arqueològiques corresponents a romans i a britons, i per dos túmuls funeraris.
La batalla del mont Graupi és un episodi culminant en la conquesta romana de Britànnia, encara que posteriorment el poder de Roma no s'estenguera al territori escocès, degut essencialment a motius econòmics i de política interna romana.
Després del resultat victoriós a la batalla, el governador Agrícola va ser cridat a Roma per l'emperador Domicià, que temia l'augment de la popularitat d'Agrícola entre el Senat de Roma i la plebs de la ciutat. Formalment, no obstant això, l'excusa per a la crida era l'excessiu cost econòmic de la campanya.

## Antecedents
Des del 26 d'agost del 55 aC, quan Juli César va desembarcar amb les seues tropes a l'illa avui coneguda com a Gran Bretanya i que en l'antiguitat era coneguda com a Britànnia es va donar inici a un lent però constant procés expansiu del poder polític i militar de Roma a l'illa, que va tenir no obstant això alguns moments de reculada.
Les primeres campanyes de César, als anys 55 aC i 54 aC van tenir lloc a l'extrem meridional de l'illa, contra Cassivelaune, però el seu objectiu era únicament evitar el suport dels habitants de les illes a les tribus cèltiques amb les quals César s'estava enfrontant en la Guerra de les Gàl·lies. Per aquest motiu, es va acontentar, acuitat a més pel seu enfrontament amb Gneu Pompeu Magne i els optimates, amb exigir el pagament de tributs i un jurament de fidelitat a Roma.

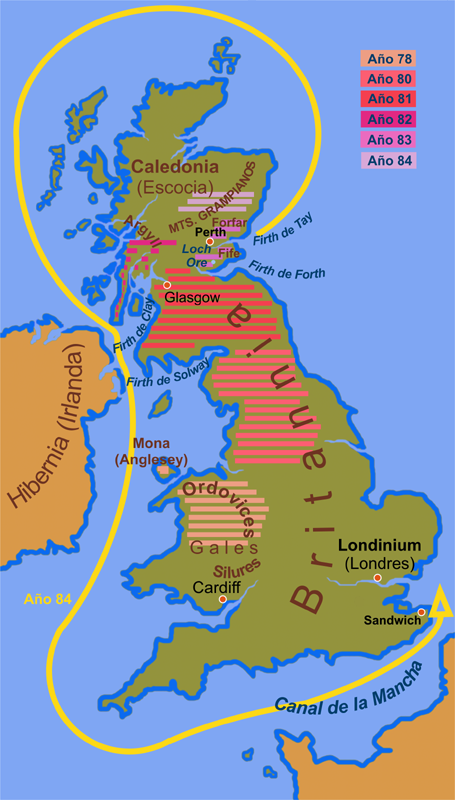
Mapa de les campanyes d'Agrícola a Britànnia
en els anys 78-84.

No és fins a l'any 43, quan l'emperador Claudi, immers en una ampliació dels dominis de l'Imperi, va ordenar a un Exèrcit romà format per quatre legions al comandament de Aule Plauci la conquesta i submissió de l'illa. Aquesta acció va obrir pas a una llarga i sagnant campanya, amb constants lluites amb Cunobelí i els seus fills Caratac i Togodumnus, que van liderar una confederació de tribus britanes amb capital a Camulodunum. Fins a l'any 49, amb el lliurament de Caratac als romans per la reina dels brigants, Cartimandua, no es va arribar una precària situació d'equilibri.
Novament es va desencadenar la lluita l'any 61, amb la rebel·lió de Boadicea, reina dels icens, que va rebre suport de nombroses tribus i que va arribar a conquistar la colònia romana de Londínium, posant en molt seriosos destrets al procónsul romà Gai Suetoni Paulí. Va ser l'ocasió més pròxima que els britans mai van tenir per llançar els romans fora de l'illa. Amb la derrota de la rebel·lió i la submissió de la meitat sud de l'illa de Britànnia (la major part de l'actual Anglaterra), s'obria pas a un nou avanç cap al nord i l'oest (bàsicament els actuals País de Gal·les i Escòcia).
Abans de dita nova pas cap al nord, es va procedir a la construcció d'una calçada, que permetria l'adequat contacte amb la rereguarda romana, assegurant la possibilitat de rebre reforços i subministraments. Eixa va ser una de les missions del nou governador romà, Gneu Juli Agrícola, que substituïa a Sext Juli Frontí, juntament amb la d'ampliar al territori sotmès a control de l'Imperi Romà. Agrícola va optar inicialment per suprimir la possible amenaça per al seu flanc esquerre que podia suposar la tribu dels ordòvics, assentada al nord de l'actual País de Gal·les i insubmisa davant el poder de Roma.
Posteriorment, al llarg d'un total de sis campanyes de caràcter anual, va consolidar el control sobre el nord de l'actual Anglaterra, i va arribar a consolidar una línia dotada de fortificacions defensives tan al nord com el Firth of Forth, ja a l'interior d'Escòcia. Addicionalment, davant la possibilitat d'un desembarcament de les tribus de Hibernia (l'actual Irlanda) es van establir llocs defensius al llarg de la costa oest de Britànnia, enfront de les costes irlandeses.
D'aquesta manera, durant la seua sisena campanya, l'any 83, les legions d'Agrícola van entrar en contacte amb els caledonis o pictes, que van reaccionar i assaltar el campament que havia construït al seu territori la IX Legió romana, la Legió IX Hispana. A pesar que els caledonis van ser rebutjats, estava clar que no anaven a acceptar fàcilment la submissió a Roma, amb el que Agrícola va planificar per a l'any 84 una campanya contra ells.
La campanya va incloure una exploració de les costes nord de l'illa, amb la finalitat de confirmar que es tractava d'una illa i que no s'unia a Europa, i la seua finalitat era la pacificació definitiva de l'illa, el que permetria una possible futura conquesta de Hibernia i l'alliberament així de part dels recursos militars, que ja començaven a ser necessaris en la línia del riu Rin, enfront dels [ enfront dels germans.
Iniciat l'avanç, que comptava amb el suport de la flota de guerra romana, les tropes d'Agrícola van penetrar de nou en territori dels pictes, fent avançar la infanteria romana acompanyada dels seus auxiliars britans, amb la clara intenció de presumir de la seua potència militar, fins a trobar un fort exèrcit picte desplegat en defensa d'un lloc que Tàcit denomina mons Graupius, i que la historiografia no ha pogut identificar amb seguretat.
Al llarg de la campanya, les legions van veure com, de forma sistemàtica, els pictes eludien els enfrontaments directes amb les tropes, ja que eren conscients de la seua inferioritat militar. No obstant això, en aquesta ocasió els caledonis es van veure forçats a entaular batalla, davant l'amenaça de quedar aïllats de les seues pròpies fonts d'aprovisionament, a pesar que disposaven als seus magatzems allunyats dels recursos suficients. Del relat de Tàcit es desprèn que, en la manera que era habitual entre els cèltics i altres pobles antics, els pictes combatien acompanyats de les seues famílies, el que incrementava la càrrega sobre els seus recursos.
En qualsevol cas, seguint a Tàcit, podem suposar que l'exèrcit romà rondava la xifra de vint mil combatents, entre legionaris romans i tropes auxiliars (en la seua major part britanes), mentre que la massa combatent caledoni pot estimar-se en uns treinta mil combatents.

## Desenvolupament de la batalla
Gneu Juli Agrícola va col·locar al centre del seu dispositiu uns vuit mil soldats auxiliars d'infanteria, ocupant un vessant muntanyenc, protegits en les seues ales per uns tres mils auxiliars de cavalleria, alhora que mantenia les tropes legionaries (la Legió XX Valeria Victrix) com reserva, al costat dels murs del campament fortificat. Al capdavant de les seues línies havia una xarxa de rases, per a protegir-les dels caledonis.
Per la seua banda, Calgaco va disposar els guerrers pictes en l'altre vessant al capdavant, en posició més elevada, amb la cavalleria més baix i la infanteria desplegada darrere.
En veure el desplegament caledoni, Agrícola va temer un assalt frontal i un envoltament per les seues ales. Tenint en compte de la superioritat numèrica dels seus enemics, Agrícola va prendre la decisió d'estendre les seues línies per a dificultar el seu envoltament i va assumint el risc calculat d'afeblir el seu front defensiu.
A les primeres fases de la batalla, es va produir un intercanvi de tirs de llanças (el pílum per als legionaris) i sagetes, sense descartar el llançament de pedres per part dels caledonis, que va provocar pocs efectes en ambdues parts.
Agrícola va reforçar llavors les seues primeres línies amb cinc Cohors quinquagenaria peditata formades per auxiliars batavis i tungres, als quals va donar ordre de prendre contacte amb els pictes, fent ús de la seua superioritat quan armament, arribant a la lluita cos a cos, per a així poder copejar en el rostre als seus enemics amb la vora dels seus escuts, ja que les ferides en la cara eren particularment temudes pels guerrers pictes de l'època.

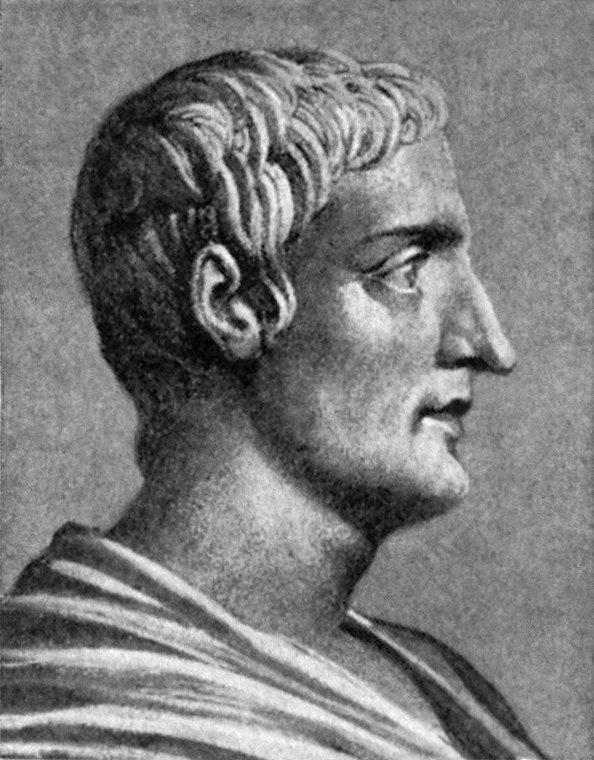
Efigie figurada de Tàcit, l'autor del relat sobre la batalla.

Quan les primeres línies pictes van iniciar un replegue, Calgaco va enviar al combat la seua cavalleria i les seues carros, als quals combatia la noblesa caledònia. No obstant això, la cavalleria romana va assolir arruixar els atacants, que es van veure a més entorpits per la fragositat del terreny i per la xarxa de rases i defenses romanes, fins al punt que l'ímpetu de la seua càrrega va quedar completament aniquilat.
Veient l'oportunitat d'atacar avantatjosament les línies romanes, excessivament desplegades després de l'atac, el gruix de l'exèrcit caledoni, que fins a aqueix moment es mantenia a l'expectativa al cim del pujol, es va llançar contra el flanc esquerre romà, assolint dispersar la cavalleria que cobria dit flanc. Agrícola va enviar llavors al sector quatre turmes o esquadrons de cavalleria que tenia en reserva, amb el que, segons el relat de Tàcit, els caledonios es van replegar en desordre, contagiant la seua desmoralització a tot l'exèrcit caledoni, no només en el sector sinó al llarg de tota la línia. Així, l'exèrcit caledoni va deixar de ser un grup cohesionat de combat, quedant indefensos davant la cavalleria romana.
D'aquesta manera, la cavalleria romana va poder concentrar-se a acabar amb els últims nuclis de resistència, mentre que els caledonis supervivents fugien als boscs propers. Alguns grups de guerrers caledonis van llançar càrregues suïcides contra els romans, que van començar a capturar un gran nombre de presoners, fins al punt que, davant el temor de no poder manejar amb seguretat una massa tan nombrosa d'ells, van començar la matança de part d'aquests.
Tàcit compte que la matança tan sols va concloure entrada la nit, amb els romans cansats de matar i el camp cobert de cadàvers i de sang caledonia. S'estima que uns deu mil caledonis van morir en el combat, per únicament tres cents seixanta soldats romans.

## Conseqüències de la batalla
En principi, tenint en compte que es tractava, segons les indicacions de Tàcit, d'una victòria esclafadora, tot semblava indicar que la primera conseqüència de la batalla i de tota la campanya de l'any 84 va ser la incorporació de l'actual Escòcia a l'Imperi Romà. Pacificat el territori, s'obriria pas al seu romanització i a la fundació de colònies romanes en el territori, al que s'afegiria la construcció de les corresponents vies romanes.
No obstant això, segons segueix referint Tàcit, Gneu Juli Agrícola va ser cridat a Roma per l'emperador Domicià, aparentment preocupat per les despeses econòmiques de les successives campanyes, però en realitat molest i gelós per la popularitat d'Agrícola que, al seu retorn a Roma, va viure en una situació de retir a la vida privada, en una espècie d'exili interior fins a la seua defunció l'any 93, mort que Tàcit insinua fou provocat encobertament per Domicià, que seguia recelant d'algú a qui l'opinió pública veia com l'únic militar capaç de redreçar la delicada situació a Germania. L'historiador Cassi Dió, per la seua banda, indica explícitament que Agrícola va ser assassinat per Domicià (66.20).
Igualment, part de les legions desplegades al nord de Britànnia van ser retirades del lloc, per a ser transferides a la Gàl·lia, la línia del riu Rin o altres llocs de l'Imperi que es pensava eren necessàries, afeblint les possibilitats romanes a Caledònia.
Per a substituir Agrícola es va enviar un substitut, possiblement Sal·lusti Lucul·le, antic governador de la província hispana de Bètica, el que va permetre als pictes reorganitzar-se i superar la crisi patida amb motiu de les campanyes d'Agrícola, perdent així la iniciativa estratègica. L'exèrcit romà va abandonar els llocs avançats a l'interior de la Caledònia per a ja mai més intentar ocupar l'actual Escòcia.